# Александра Маринина
Алекса́ндра Мари́нина (настоящее имя — Мари́на Анато́льевна Алексе́ева; род. 16 июня 1957, Львов, УССР) — российская писательница-прозаик, автор большого количества произведений детективного жанра, подполковник милиции.

## Биография
Марина Анатольевна Алексеева родилась 16 июня 1957 года в городе Львове Украинской ССР. До 1971 года жила в Ленинграде, с 1971 года — в Москве. Училась в английских спецшколах (в Ленинграде — № 183, в Москве — № 17 и № 9), а также — в Ленинградской музыкальной школе им. Н. А. Римского-Корсакова.
В 1979 году окончила юридический факультет МГУ имени М. В. Ломоносова и получила распределение в Академию МВД СССР. Служебную карьеру начала с должности лаборанта, в 1980 году была назначена на должность научного сотрудника, получила звание лейтенанта милиции. Занималась изучением личности преступника с аномалиями психики, а также преступника, совершившего повторные насильственные преступления.
В 1986 году защитила кандидатскую диссертацию по теме: «Личность осуждённого за насильственные преступления и предупреждение специального рецидива».
С 1987 года занималась анализом и прогнозированием преступности. Имеет более тридцати научных трудов, в том числе монографию «Crime and Crime Prevention in Moscow», изданную Межрегиональным институтом ООН по проблемам преступности и правосудия (UNICRI).
С 1994 года работала заместителем начальника и главным редактором научно-исследовательского и редакционно-издательского отдела Московского юридического института МВД России.
В феврале 1998 года уволена в отставку в звании подполковника милиции.
Муж — полковник милиции Сергей Заточный.

## Творческая деятельность

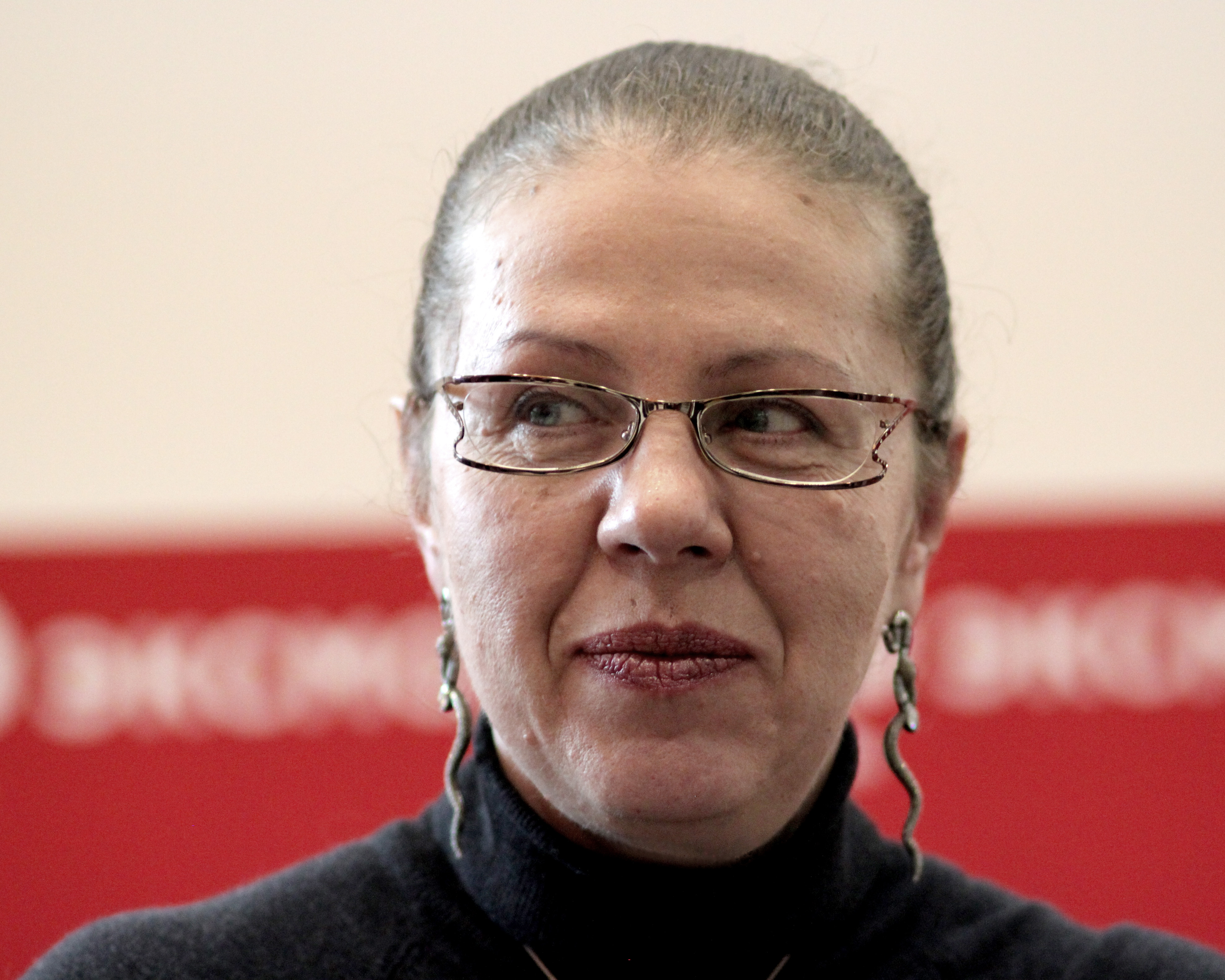
Александра Маринина, 2010 год.

В 1991 году Марина Алексеева совместно с коллегой Александром Горкиным написала детективную повесть «Шестикрылый Серафим», которая была опубликована в журнале «Милиция» осенью 1992 года. Повесть была подписана псевдонимом «Александра Маринина», составленным из имён авторов.
В декабре 1992 года, после опубликования «Шестикрылого Серафима», Маринина решила попробовать самостоятельно написать книгу в детективном жанре. Роман «Стечение обстоятельств», где впервые появился основной персонаж будущего цикла детективных произведений автора — оперуполномоченный Московского уголовного розыска Анастасия Каменская, был написан в декабре 1992 — январе 1993 года и опубликован в журнале «Милиция» осенью 1993 года. В течение 1993—1994 годов были написаны повести «Игра на чужом поле» и «Украденный сон».
В январе 1995 года к Александре Марининой обратилось издательство «Эксмо» с предложением издавать её произведения в серии «Чёрная кошка». Первая книга писателя, изданная «Эксмо», появилась в апреле 1995 года, в ней были опубликованы повести «Шестикрылый Серафим» и «Убийца поневоле». После этой книги права на повесть «Шестикрылый Серафим» никому не передавались, и автор выступает категорически против её дальнейшей публикации.
В 1995 году Марининой была присуждена премия МВД России за лучшее произведение о работе российской милиции (за книги «Смерть ради смерти» и «Игра на чужом поле»). В 1998 году на Московской международной книжной выставке-ярмарке она была признана «Писателем года» как автор, книги которого в 1997 году были проданы наибольшим количеством тиражей, а в 1998 году — стала лауреатом премии журнала «Огонёк» в номинации «Успех года».
Первый контракт с зарубежными издателями был заключён Марининой в 1997 году. В течение последних трёх лет[уточнить] книги Александры Марининой были изданы более чем на двадцати языках мира.
Романы А. Марининой начали экранизировать в 1999 году. Кинокомпания «Рекун-фильм» создала по мотивам восьми романов писателя телевизионный сериал «Каменская», который демонстрировался по национальному российскому телевидению, а также на телеэкранах Латвии, Украины, Германии и Франции. В 2002 году той же компанией произведено продолжение телесериала под названием «Каменская 2» по мотивам следующих четырёх романов автора.
В 2005 году Александра Маринина стала лауреатом VII национальной премии общественного признания достижений женщин «Олимпия» Российской академии бизнеса и предпринимательства в номинации «Литературное творчество» как «женщина, чьё литературное творчество стало ярким событием российской культуры».
В августе 2009 года Маринина выпустила первый том трилогии семейных романов под общим названием «Взгляд из вечности» — «Благие намерения». В этом же году вышел второй том психологической саги — «Дорога», а в следующем — третий том под названием «Ад». В 2010 году роман «Ад» стал лауреатом первой российской литературной премии в области электронных книг «Электронная буква» в номинации «Лучшее прозаическое произведение».
В 2009 году в рейтинге Всероссийского центра изучения общественного мнения (ВЦИОМ) на звание «Лучший писатель года» Александра Маринина заняла третье место после Дарьи Донцовой и Бориса Акунина. В 2011 году по результатам исследования ВЦИОМ в этом же рейтинге она также оказалась на третьем месте после Бориса Акунина и Дарьи Донцовой (первое место) и Татьяны Устиновой (второе место).
В 2011 году по итогам второй российской литературной премии в области электронных книг «Электронная буква» Александра Маринина победила в номинации «Самый кассовый автор года (по объёму продаж)», а также в номинациях «Бестселлер года» и «Самый лучший детектив» за роман в двух томах «Личные мотивы».
В 2012 году двухтомный детективный роман Марининой «Бой тигров в долине» стал победителем третьей российской литературной премии в области электронных книг «Электронная буква» в номинации «Бестселлер года».
В 2015 году на канале ВГТРК вышел сериал, снятый по одноимённому роману Марининой «Взгляд из вечности».
Суммарный тираж книг Александры Марининой составляет более 50 млн. Её произведения переведены на 30 языков .

## Псевдоним как товарный знак
В декабре 2003 года писатель Марина Анатольевна Алексеева зарегистрировала в Государственном реестре товарных знаков и знаков обслуживания Российской Федерации свой литературный псевдоним «Александра Маринина», а также варианты имени основного персонажа своих детективных романов «Каменская» и «Настя Каменская» в качестве товарных знаков, став их единственным правообладателем.
Деловой хватки у меня нет, но на всякий случай я запатентовала слово «Каменская», чтобы никто не воспользовался».

Как сообщила прессе Александра Маринина, это сделано ею исключительно с целью защиты от недобросовестного использования её псевдонима, а совсем не с целью расширять сферу его использования.
Духи «Настя Каменская» или магазин одежды для деловых женщин «Каменская» никогда не появятся на свет.

## Популярность и цензура
Эксперт-консультант по правовым вопросам Центра содействия реформе уголовного правосудия рассказывает: «Цензоры и оперативники часто перестраховываются и не пропускают на зону книги, которые не запрещены законом. Например, лет пятнадцать назад был пик популярности писательницы Александры Марининой, её книги читали повсюду, в том числе они стали попадать и в руки заключённых. Вышло официальное постановление о том, что книги Марининой запрещены. Мотивировка: Маринина — бывший следователь, сотрудник милиции. Она сама говорила в интервью, что в книгах использовала реальные уголовные дела, … и начальство побоялось, что книги научат заключённых совершать преступления.»
Александр Гаврилов: «В конце 90-х все должны были иметь какое-то отношение к ну, допустим, романам Александры Марининой. Для того, чтобы поддержать разговор в курилке, ты должен был как-то себя относительно них позиционировать. Ты мог бравировать тем, что ты никогда их не читал, или занять по отношению к ним критическую позицию, но их не могло не быть в твоём культурном мире.»
Александр Архангельский в 2008 году приводил такие числа: «Если мы посмотрим на начало 90-х годов, тираж книги Марининой около миллиона экземпляров, а Улицкой — 10 тысяч. Сегодня тираж новой книги Марининой 250 тысяч, а романа Улицкой „Даниэль Штайн, переводчик“ приближается к полумиллиону.» Но общие тиражи Марининой продолжают оставаться большими: в 2014 году 50 её книг издано тиражом 661 тысяча экземпляров. Европейские переводы Марининой также были изданы десятками тысяч.